# Hojo Shigetoki (1261)
Hojo Shigetoki (Japans: 北条重時) (11 juli 1198 - 26 november 1261) was een samoerai uit de Japanse Kamakuraperiode. Hij was een zoon van Hojo Yoshitoki, de leider van de Hojo-clan (Tokuso), die als shikken (regent) de macht in handen had in Japan. Shigetoki was de derde kitakata rokuhara tandai (hoofd binnenlandse veiligheid te Kioto) van 1230 tot 1247. In 1247 riep de nieuwe shikken, Hojo Tokiyori, zijn oudoom terug uit kioto en stelde hem aan als rensho (assistent van de shikken), een positie die hij zou vervullen tot 1256.
Hij stond ook wel bekend als heer Gokuraku-ji (極楽寺殿, Gokurakuji-dono). Hij liet geschriften na die de latere samoerai filosofie sterk zouden beïnvloeden. Zijn zoon, Hojo Nagatoki, zou Tokiyori uiteindelijk opvolgen als zesde shikken.